# VOR/DME

VOR/DME Símbolo de almenara utilizado en gráficos aeronáuticos.

VOR/DME es un sistema de radioayuda combinada para aeronaves, la cual consta de dos radiobalizas, colocadas juntas, un radiofaro omnidireccional VHF (VOR) y el equipo medidor de distancia (DME). En tanto VOR produce un ángulo entre la estación y la aeronave DME calcula el rango entre ambos. Ambos métodos proporcionan las dos medidas necesarias para producir un "arreglo" de navegación utilizando una carta de navegación aeronáutica.
El sistema VOR comenzó a utilizarse en los años 50, pero se hizo mucho más práctico con la introducción de receptores de estado sólido de bajo costo en los años 60. El DME es una modificación de sistemas de navegación de la Segunda Guerra Mundial como Gee-H, y comenzó a desarrollarse en 1946. Al igual que VOR, sólo se hizo práctico con la introducción de receptores de estado sólido electrónico en los años 60.
A mediados de los años 60, la Organización de Aviación Civil Internacional comenzó el proceso de introducir un sistema de navegación radiofónico estandarizado de cobertura media de área de unos cuantos centenares de kilómetros. Este sistema reemplazaría a uno más viejo, el de Baja frecuencia de rango radiofónica (LFR) y sistemas similares utilizados para navegar a través de los rangos nacionales. Un número de propuestas fue hecha incluyendo algunas que se basaron sobre medidas de ángulo como VOR, sólo medidas de distancia como DME, combinaciones, o sistemas que producción de una ubicación directamente, como Decca Navigate y Loran-C.
El sistema VOR/DME finalmente ganó el esfuerzo de estandarización, debido a un número de factores. Uno era que los sistemas de medida directos como Loran, que era generalmente mucho más caro de implementar (y que se implementaría en la década de 1980) en tanto Decca tuvo inconvenientes con interferencia estática de tormentas eléctricas debido a su rango bajo de70 a 129 kHz de frecuencia. La elección de VOR/DME como híbrido fue previsto en gran parte a que fue más fácil de medir en una superficie de un mapa. Con VOR/DME, la medida de una estación sola revela un ángulo y rango, los cuales pueden ser fácilmente dibujados en un gráfico. El uso de un sistema asentado en dos ángulos, por ejemplo, requiere dos mediciones en diferentes frecuencias (o el uso de dos radios) y luego los ángulos dibujados desde ambos en un solo cuadro, lo que puede ser difícil en una cabina pequeña.